# Aufwand
Aufwand ist in der Wirtschaft allgemein der materielle oder ideelle Einsatz, den ein Wirtschaftssubjekt erbringen muss, um eine Leistung zu erstellen oder eine Gegenleistung zu erhalten. Pendant ist der Ertrag.

## Allgemeines
Wendet jemand Zeit auf (Zeitaufwand), liegt ein ideeller Aufwand vor, materieller Aufwand sind die Arbeit (Arbeitsaufwand) oder das Geld (Aufwand im engeren Sinne). Der Aufwand von Ressourcen wird in Kauf genommen, um damit ein bestimmtes Ziel zu erreichen. Der materielle ökonomische Aufwand dient der Erzielung von Erträgen. Er gilt wirtschaftlich als Einsatz von Vermögenswerten (wie Rohstoffe, Maschinen), Arbeitskräften oder fremden Dienstleistungen. Deren Einsatz führt zu einem Wertverzehr, der Aufwand genannt wird.
Aufwand ist ein zentraler Begriff des externen Rechnungswesen (Buchhaltung). Im Controlling und der Kosten- und Leistungsrechnung werden dagegen Kosten betrachtet. Das interne Rechnungswesen unterscheidet teilweise buchhalterischen Aufwand nach „Zweckaufwand“ und „neutralen Aufwand“, je nachdem ob es sich um Kosten des operativen Geschäfts handelt oder nicht.

## Abgrenzung gegen andere Rechnungsgrößen
Das Wort Aufwendung tauchte ersichtlich erstmals im Jahre 1726 in der Gräflich-Leiningen-Grünstadtischen Successions- und Teilungsverordnung auf, das Wort Aufwand erst 1738 in einem Rechtslexikon.
Für eine einheitliche Begriffsabgrenzung in der Fachsprache sorgte 1929 erstmals der zur Kölner Schule gehörende Betriebswirt Erwin Geldmacher. Er schlug unter anderem die noch heute gültige Unterscheidung und Abgrenzung der Grundbegriffe wie Leistung, Aufwand, Erlös, Ertrag, Kosten und Erfolg vor.

### Aufwand und Ertrag
Aufwand und Ertrag sind die Erfolgsgrößen im externen Rechnungswesen und werden zur Erstellung einer periodisierten Gewinn- und Verlustrechnung sowie zur Erstellung einer Bilanz verwendet. Zur Ermittlung von gewinnwirksamen Aufwänden und Erträgen werden Leistungen des Unternehmens und damit verbundene Zahlungen einem Geschäftsjahr periodengerecht zugewiesen. Dies erfolgt über Abgrenzungen und Abschreibungen, mit denen Aufwand und Ertrag aus der Geschäftstätigkeit demjenigen Geschäftsjahr zugeordnet werden, dem sie wirtschaftlich zugehören, unabhängig davon, ob der Zahlungsvorgang in einem anderen Geschäftsjahr stattgefunden hat oder stattfinden wird.

### Ausgaben und Einnahmen
Ausgaben und Einnahmen sind ebenfalls dem externen Rechnungswesen, bzw. der Buchführung, zuzuordnen. Sie entstehen, wenn etwas gekauft bzw. verkauft wurde, unabhängig davon ob es schon bezahlt wurde oder nicht. Sobald effektive Zahlungen erfolgen, werden Ausgaben und Einnahmen zu Auszahlung und Einzahlung.

### Aus-  und Einzahlungen
Aus- und Einzahlungen sind die grundlegenden Rechengrößen der Investitionsrechnung und des Treasury. Sie bestimmen die Liquiditätsreserven des Unternehmens.

### Kosten und Erlöse
Kosten und Erlöse werden als Begriffspaar im internen Rechnungswesen, insbesondere in der Kosten- und Leistungsrechnung verwendet. Es ist jedoch zu beachten, dass Erlöse nicht mit Leistung zu verwechseln sind.
Kosten und Erlöse sind kalkulatorische Größen. Sie tauchen weder in den Zahlungen des Unternehmens noch eins zu eins in Buchhaltung, Bilanz und Gewinn- und Verlustrechnung auf.

### Unterschiede zwischen den Größen
Unterschiede zwischen Kosten und Aufwand können beispielsweise entstehen, wenn
- Vorgänge unterschiedlich bewertet werden, wie etwa kalkulatorische Abschreibung und bilanzielle Abschreibung (ersteres stellt Kosten dar, letzteres Aufwand);
- Kosten angesetzt werden, die im externen Rechnungswesen keine Entsprechung haben (beispielsweise kalkulatorische Zinsen oder Unternehmerlöhne).

Kosten sind nicht per se einem Geschäftsjahr oder einer Zeitperiode zugeordnet. Oftmals werden bei einem Kostenvergleich diskontierte Größen miteinander verglichen. Kosten sind weiterhin ein wesentlicher Bestandteil von Preiskalkulationen. Dabei werden in der Regel Erwartungswerte betrachtet, so dass die einkalkulierten Kosten keine direkte Entsprechung in Zahlungen oder Aufwänden haben. Hinzu kommen kalkulatorische Kostenelemente wie z. B. Wagniskosten.

## Betriebswirtschaftslehre
Aufwand ist der in Geldeinheiten ausgedrückte Werteverzehr, der in einem Unternehmen in einem Geschäftsjahr anfällt.  Aufwand sind also auch Minderungen des Vermögens, die nicht unmittelbar der Herstellung von Gütern und Dienstleistungen dienen, beispielsweise Spenden an gemeinnützige Organisationen.
Eine andere Definition sieht den Aufwand als Verminderung des bilanziellen Eigenkapitals, die nicht auf Entnahmen, Kapitalherabsetzung oder Gewinnausschüttung zurückzuführen ist. Aufwand schlägt sich letztlich in einer Verminderung des betrieblichen Reinvermögens nieder.
Günter Wöhe und andere Autoren verstehen den Aufwand als den mit dem Faktorpreis bewerteten Faktoreinsatz (auch englisch Input genannt).

## Internes Rechnungswesen
Aufwandskonten sind sämtliche Konten, die der Erfassung und Verrechnung von Aufwand dienen. Aufwandskonten, deren Buchungen weder sachlich noch der Höhe nach als Kosten eingestuft werden können, werden nicht in die Kostenrechnung übernommen (neutraler Aufwand).

### Zweckaufwand
Als Zweckaufwand versteht man denjenigen Teil des Aufwands, der direkt auf den Betriebszweck gerichtet ist und zeitlich in die betrachtete Periode fällt. Beim Zweckaufwand entspricht der Aufwand der Finanzbuchhaltung genau den betrieblichen Kosten, die in der Kosten- und Leistungsrechnung erfasst werden. Der Zweckaufwand lässt sich weiter untergliedern in:
- Grundkosten: Materialkosten, Personalkosten oder Raumkosten.
- Anderskosten: Grundlage für die kalkulatorische Abschreibung in der Kostenrechnung sind die Anschaffungskosten, für die bilanzielle Abschreibung in der Finanzbuchhaltung die Wiederbeschaffungskosten. Unterscheiden sich beide in der Höhe voneinander, handelt es sich um Anderskosten.

Der Zweckaufwand bildet zusammen mit den Zusatzkosten die Gesamtkosten.

### Neutraler Aufwand
Als neutralen Aufwand bezeichnet man den Teil des Aufwands, der keinen Kostencharakter hat (dem keine Kosten gegenüberstehen), der nicht auf den Betriebszweck gerichtet ist, der in Art und Höhe so außergewöhnlich ist, dass er nicht als Kosten verrechnet wird oder zeitlich einer anderen Periode zufällt.
- Betriebsfremd: Spenden,
- außerordentlich: Verkauf einer Maschine unter dem Buchwert oder Forderungsausfälle und
- periodenfremd: ist zwar betriebsbedingt, fällt jedoch nicht in die betrachtete Rechnungsperiode (etwa Nachzahlung von Gewerbesteuer für frühere Jahre).

Durch das Bilanzrichtlinie-Umsetzungsgesetz sind seit Dezember 2005 unter anderem der neutrale Aufwand (Position 15) und das neutrale Ergebnis (Position 17) als Zwischengröße in der Gewinn- und Verlustrechnung entfallen (§ 275 Abs. 2 HGB).

### Kostenrechnung
In der Kostenrechnung wird zwischen Aufwand und Kosten klar abgegrenzt:
| Begriff                         | Unterart                     | Erläuterung |
| ------------------------------- | ---------------------------- | --- |
| Aufwand, aber keine Kosten      | neutraler Aufwand            | - betriebsfremder Aufwand (Spende) - außerordentlicher Aufwand (Verkauf einer Maschine unter dem Buchwert) - periodenfremder Aufwand (Nachzahlung von Gewerbesteuer) |
| Aufwand und gleichzeitig Kosten | - Grundkosten - Anderskosten | - Materialkosten/Personalkosten/Raumkosten - in der Finanzbuchhaltung steht ein Aufwand in anderer Höhe als in der Kostenrechnung gegenüber (Abschreibungen)         |
| Kosten, aber kein Aufwand       | Zusatzkosten                 | aufwandslose Kosten werden in der Finanzbuchhaltung nicht erfasst (kalkulatorischer Unternehmerlohn)                                                                 |

Kalkulatorische Kosten sind Kosten, denen kein Aufwand (Zusatzkosten) oder ein Aufwand in unzureichender Höhe (Anderskosten) gegenübersteht.

## Sprachregelungen
Die Betriebswirtschaftslehre spricht überwiegend vom Aufwand, dessen grammatikalischer Plural Aufwände ist. Doch wird dies nicht konsequent angewendet, so dass meist von „Aufwendungen“ (dem Plural des Rechtsbegriffs Aufwendung) die Rede ist. Aufwand und Aufwendung weisen unterschiedliche Begriffsinhalte auf. Auch das Bilanz- und Handelsrecht sind hierbei nicht konsequent, denn § 246 HGB spricht von „Aufwendungen und Erträgen“, die Gliederungsvorschrift des § 275 Abs. 2 HGB jedoch von „Materialaufwand“ und „Personalaufwand“ (§ 275 Abs. 2 Nr. 5 und Nr. 6 HGB), in § 275 Abs. 2 Nr. 8 HGB sind „sonstige betriebliche Aufwendungen“ vorgesehen. Das Steuerrecht spricht in § 82b Abs. 1 EStDV vom Erhaltungsaufwand.

## Sonstiges
Die Deutsche Bundesbank untergliedert den Aufwand in Materialaufwand, Personalaufwand, Abschreibung, Zinsaufwand, Betriebssteuern und übrige Aufwendungen.